# Luchtschroefmotor
Een luchtschroefmotor is een hulpmotor voor rijwielen uit het begin van de twintigste eeuw. 
Men monteerde (voor 150 Nederlandse guldens) een klein benzinemotortje met een propeller achter op een fiets, waarmee vervolgens snelheden van 50 tot 60 km/uur gehaald konden worden. Er bestond ook een "tandem"-versie, waarbij twee fietsen naast elkaar gemonteerd werden waartussen het motortje zat.
Er was ook in Engeland een dergelijk project: Ernest Archdeacon en Alessandro Anzani monteerden in 1906 een 6 pk-Anzani V-twin met een propeller van 1.50 meter doorsnede op de voorkant van een fiets. Hij haalde hiermee een snelheid van ca. 80 km/uur